# Cerococcus passerinae
Cerococcus passerinae är en insektsart som beskrevs av Charles Kimberlin Brain 1920. Cerococcus passerinae ingår i släktet Cerococcus och familjen Cerococcidae. Inga underarter finns listade i Catalogue of Life.